# Circonscription électorale de Teruel
Ne doit pas être confondu avec Circonscription autonomique de Teruel.
La circonscription électorale de Teruel est l'une des cinquante-deux circonscriptions électorales espagnoles utilisées comme divisions électorales pour les élections générales espagnoles.
Elle correspond géographiquement à la province de Teruel.

## Historique
Elle est instaurée en 1977 par la loi pour la réforme politique puis confirmée avec la promulgation de la Constitution espagnole qui précise à l'article 68 alinéa 2 que chaque province constitue une circonscription électorale.

## Congrès des députés

### Synthèse
|             |       | 1977 | 1979 | 1982 | 1986 | 1989 | 1993 | 1996 | 2000 | 2004 | 2008 | 2011 | 2015 | 2016 | 04/19 | 11/19 | 2023 |
| ----------- | ----- | ---- | ---- | ---- | ---- | ---- | ---- | ---- | ---- | ---- | ---- | ---- | ---- | ---- | ----- | ----- | ---- |
| UCD         |       | 2    | 2    |      |      |      |      |      |      |      |      |      |      |      |       |       |      |
| AP & alliés |       |      |      | 1    | 1    |      |      |      |      |      |      |      |      |      |       |       |      |
| PSOE        |       | 1    | 1    | 2    | 2    | 2    | 2    | 1    | 1    | 2    | 2    | 1    | 1    | 1    | 1     | 1     | 1    |
| PP          |       |      |      |      |      | 1    | 1    | 2    | 2    | 1    | 1    | 2    | 2    | 2    | 1     | 1     | 2    |
| Cs          |       |      |      |      |      |      |      |      |      |      |      |      |      |      | 1     |       |      |
| TE          |       |      |      |      |      |      |      |      |      |      |      |      |      |      |       | 1     |      |
|             |       |      |      |      |      |      |      |      |      |      |      |      |      |      |       |       |      |
| Total       | Total | 3    | 3    | 3    | 3    | 3    | 3    | 3    | 3    | 3    | 3    | 3    | 3    | 3    | 3     | 3     | 3    |

### 1977
| Parti | Parti | Députés                                   |
| ----- | ----- | ----------------------------------------- |
| UCD   |       | José Ángel Biel, José Ramón Lasuén Sancho |
| PSOE  |       | Carlos Zayas Mariategui                   |

### 1979
| Parti | Parti | Députés                                                    |
| ----- | ----- | ---------------------------------------------------------- |
| UCD   |       | José Luis Figuerola Cerdán, Enrique de la Mata Gorostizaga |
| PSOE  |       | Pedro Bofill Abeilhe                                       |

### 1982
| Parti  | Parti | Députés                                                |
| ------ | ----- | ------------------------------------------------------ |
| PSOE   |       | Pedro Bofill Abeilhe, Juan Ramón Hernández Espallargas |
| AP-PDP |       | Felipe Santiago Benítez Barrueco                       |

### 1986
| Parti | Parti | Députés                                         |
| ----- | ----- | ----------------------------------------------- |
| PSOE  |       | Pedro Bofill Abeilhe, Gerardo Torres Sahuquillo |
| CP    |       | Felipe Santiago Benítez Barrueco                |

- Pedro Bofill Abeilhe est remplacé en juin 1989 par Francisco Villagrasa López.

### 1989
| Parti | Parti | Députés                                               |
| ----- | ----- | ----------------------------------------------------- |
| PSOE  |       | Gerardo Torres Sahuquillo, Francisco Villagrasa López |
| PP    |       | Felipe Santiago Benítez Barrueco                      |

### 1993
| Parti | Parti | Députés                                             |
| ----- | ----- | --------------------------------------------------- |
| PSOE  |       | Gerardo Torres Sahuquillo, Javier Velasco Rodríguez |
| PP    |       | Leocadio Bueso Zaera                                |

- Javier Velasco Rodríguez est remplacé en juin 1995 par María Lucía Gómez García.

### 1996
| Parti | Parti | Députés                                       |
| ----- | ----- | --------------------------------------------- |
| PP    |       | Leocadio Bueso Zaera, José Ángel Azuara Carod |
| PSOE  |       | Gerardo Torres Sahuquillo                     |

### 2000
| Parti  | Parti | Députés                                 |
| ------ | ----- | --------------------------------------- |
| PP-PAR |       | Santiago Lanzuela, Leocadio Bueso Zaera |
| PSOE   |       | Gerardo Torres Sahuqillo                |

### 2004
| Parti | Parti | Députés                                                   |
| ----- | ----- | --------------------------------------------------------- |
| PSOE  |       | María Yolanda Casaus Rodríguez, Gerardo Torres Sahuquillo |
| PP    |       | Santiago Lanzuela                                         |

### 2008
| Parti | Parti | Députés                                                   |
| ----- | ----- | --------------------------------------------------------- |
| PSOE  |       | Vicente Guillén Izquierdo, María Yolanda Casaus Rodríguez |
| PP    |       | Santiago Lanzuela                                         |

### 2011
| Parti | Parti | Députés                                      |
| ----- | ----- | -------------------------------------------- |
| PP    |       | Carlos Enrique Muñoz Obón, Santiago Lanzuela |
| PSOE  |       | Vicente Guillén Izquierdo                    |

- Santiago Lanzuela (PP) est remplacé en septembre 2014 par José Alberto Herrero Bono.
- Carlos Muñoz (PP) est remplacé en novembre 2014 par María del Carmen Fortea Millán.
- Vicente Guillén (PSOE) est remplacé en juin 2015 par María Yolanda Casaus Rodríguez.

### 2015
| Parti  | Parti | Sénateurs                                        |
| ------ | ----- | ------------------------------------------------ |
| PP-PAR |       | Manuel Blasco Marqués, José Alberto Herrero Bono |
| PSOE   |       | Ignacio Urquizu Sancho                           |

### 2016
| Parti  | Parti | Sénateurs                                        |
| ------ | ----- | ------------------------------------------------ |
| PP-PAR |       | Manuel Blasco Marqués, José Alberto Herrero Bono |
| PSOE   |       | Ignacio Urquizu Sancho                           |

### Avril 2019
| Parti | Parti | Députés                          |
| ----- | ----- | -------------------------------- |
| PSOE  |       | Herminio Sancho Íñiguez          |
| PP    |       | José Alberto Herrero Bono        |
| Cs    |       | Joaquín Francisco Moreno Latorre |

### Novembre 2019
| Parti | Parti | Députés                    |
| ----- | ----- | -------------------------- |
| TE    |       | Tomás José Guitarte Gimeno |
| PSOE  |       | Herminio Sancho Íñiguez    |
| PP    |       | José Alberto Herrero Bono  |

### 2023
| Parti | Parti | Députés                                          |
| ----- | ----- | ------------------------------------------------ |
| PP    |       | José Alberto Herrero Bono, Raquel Clemente Muñoz |
| PSOE  |       | Herminio Sancho Íñiguez                          |

## Sénat

### Synthèse
|             |       | 1977 | 1979 | 1982 | 1986 | 1989 | 1993 | 1996 | 2000 | 2004 | 2008 | 2011 | 2015 | 2016 | 04/19 | 11/19 | 2023 |
| ----------- | ----- | ---- | ---- | ---- | ---- | ---- | ---- | ---- | ---- | ---- | ---- | ---- | ---- | ---- | ----- | ----- | ---- |
| UCD         |       | 3    | 3    |      |      |      |      |      |      |      |      |      |      |      |       |       |      |
| AP & alliés |       |      |      | 1    | 1    |      |      |      |      |      |      |      |      |      |       |       |      |
| PSOE        |       | 1    | 1    | 3    | 3    | 3    | 3    | 1    | 1    | 2    | 3    | 1    | 1    | 1    | 3     |       | 1    |
| PP          |       |      |      |      |      | 1    | 1    | 3    | 3    | 2    | 1    | 3    | 3    | 3    | 1     | 2     | 3    |
| TE          |       |      |      |      |      |      |      |      |      |      |      |      |      |      |       | 2     |      |
|             |       |      |      |      |      |      |      |      |      |      |      |      |      |      |       |       |      |
| Total       | Total | 4    | 4    | 4    | 4    | 4    | 4    | 4    | 4    | 4    | 4    | 4    | 4    | 4    | 4     | 4     | 4    |

### 1977
| Parti | Parti | Sénateurs                                                                     |
| ----- | ----- | ----------------------------------------------------------------------------- |
| UCD   |       | José Luis Figuerola Cerdán, Alberto Fuertes Valenzuela, Manuel Magallón Celma |
| PSOE  |       | Antonio Carasol Dieste                                                        |

### 1979
| Parti | Parti | Sénateurs                                                    |
| ----- | ----- | ------------------------------------------------------------ |
| UCD   |       | José Ángel Biel, Antonio Gimeno Lahoz, Manuel Magallón Celma |
| PSOE  |       | Isidro Guía Mateo                                            |

### 1982
| Parti  | Parti | Sénateurs                                                       |
| ------ | ----- | --------------------------------------------------------------- |
| PSOE   |       | Álvaro de Diego Criado, Rufino Foz del Cacho, Isidro Guía Mateo |
| AP-PDP |       | Miguel Marqués López                                            |

### 1986
| Parti | Parti | Sénateurs                                                                 |
| ----- | ----- | ------------------------------------------------------------------------- |
| PSOE  |       | Álvaro de Diego Criado, José María Esponera Pascual, Rufino Foz del Cacho |
| CP    |       | Leocadio Bueso Zaera                                                      |

### 1989
| Parti | Parti | Sénateurs                                                                          |
| ----- | ----- | ---------------------------------------------------------------------------------- |
| PSOE  |       | Encarnación Ana Castañer Pamplona, Rufino Foz del Cacho, Vicente Guillén Izquierdo |
| PP    |       | Leocadio Bueso Zaera                                                               |

### 1993
| Parti | Parti | Sénateurs                                                           |
| ----- | ----- | ------------------------------------------------------------------- |
| PSOE  |       | José Luis Alegre Escuder, Rufino Foz del Cacho, Carlos Guía Marqués |
| PP    |       | Gregorio Garzarán García                                            |

### 1996
| Parti  | Parti | Sénateurs                                                                               |
| ------ | ----- | --------------------------------------------------------------------------------------- |
| PP-PAR |       | José María Fuster Muniesa, Gregorio Garzarán García, José María Pascual Fernández-Layos |
| PSOE   |       | José Luis Alegre Escuder                                                                |

- José María Fuster Muniesa est remplacé en septembre 1999 par Inocencio Martínez Sánchez.

### 2000
| Parti | Parti | Sénateurs                                                                     |
| ----- | ----- | ----------------------------------------------------------------------------- |
| PP    |       | José Ángel Azuara Carod, Ricardo Clemente Doñate Catalán, Carmen Primo Albert |
| PSOE  |       | José Luis Alegre Escuder                                                      |

### 2004
| Parti | Parti | Sénateurs                                           |
| ----- | ----- | --------------------------------------------------- |
| PSOE  |       | Vicente Guillén Izquierdo, Esmeralda Iranzo Sánchez |
| PP    |       | Manuel Blasco Marqués, José Antonio Burriel Alloza  |

### 2008
| Parti | Parti | Sénateurs                                                              |
| ----- | ----- | ---------------------------------------------------------------------- |
| PSOE  |       | Ángel Garcia Lucia, Esmeralda Iranzo Sánchez, Ángel Luis Lacueva Soler |
| PP    |       | Manuel Blasco Marqués                                                  |

### 2011
| Parti  | Parti | Sénateurs                                                               |
| ------ | ----- | ----------------------------------------------------------------------- |
| PP-PAR |       | Manuel Blasco Marqués, José María Fuster Muniesa, Carmen Azuara Navarro |
| PSOE   |       | Antonio Ernesto Arrufat Gascón                                          |

- Antonio Arrufat (PSOE) est remplacé en septembre 2015 par Ignacio Urquizu.

### 2015
| Parti  | Parti | Sénateurs                                                                |
| ------ | ----- | ------------------------------------------------------------------------ |
| PP-PAR |       | Carmen Pobo Sánchez, Miguel Ángel Estevan Serrano, Raquel Clemente Muñoz |
| PSOE   |       | María Perla Borao Aguirre                                                |

### 2016
| Parti  | Parti | Sénateurs                                                                |
| ------ | ----- | ------------------------------------------------------------------------ |
| PP-PAR |       | Carmen Pobo Sánchez, Miguel Ángel Estevan Serrano, Raquel Clemente Muñoz |
| PSOE   |       | María Perla Borao Aguirre                                                |

### Avril 2019
| Parti | Parti | Sénateurs                                                                      |
| ----- | ----- | ------------------------------------------------------------------------------ |
| PSOE  |       | María José Villalba Chavarría, Antonio Amador Cueto, María Perla Borao Aguirre |
| PP    |       | Manuel Blasco Marqués                                                          |

- Antonio Amador Cueto (PSOE) est remplacé en août 2019 par Joaquín Noé Serrano.

### Novembre 2019
| Parti | Parti | Sénateurs                                   |
| ----- | ----- | ------------------------------------------- |
| TE    |       | Joaquín Egea Serrano, Beatriz Martín Larred |
| PP    |       | Manuel Blasco Marqués, Carmen Pobo Sánchez  |

### 2023
| Parti | Parti | Sénateurs                                                    |
| ----- | ----- | ------------------------------------------------------------ |
| PP    |       | Emma Buj Sánchez, Carmen Pobo Sánchez, Manuel Blasco Marqués |
| PSOE  |       | María José Villalba Chavarría                                |

- Manuel Blasco (PP) ne siège pas et est remplacé dès l'ouverture de la législature par Carlos Luis Boné Amela.